# Медведское сельское поселение (Кировская область)
Медведское сельское поселение — муниципальное образование в составе Нолинского района Кировской области России.
Центр — посёлок Медведок.

## История
Медведское сельское поселение образовано 1 января 2006 года согласно Закону Кировской области от 07.12.2004 № 284-ЗО.

## Население
| 2010  | 2012  | 2013  | 2014  | 2015  | 2016  | 2017  |
| ----- | ----- | ----- | ----- | ----- | ----- | ----- |
| 1963  | ↘1883 | ↘1836 | ↘1823 | ↘1799 | ↘1783 | ↘1731 |
| 2018  | 2019  | 2020  | 2021  |       |       |       |
| ↘1688 | ↘1609 | ↘1578 | ↘1368 |       |       |       |

## Состав
В поселение входят 10 населённых пунктов (население, 2010):
- посёлок Медведок — 1756 чел.;
- деревня Баимово — 28 чел.;
- село Сырчаны — 32 чел.;
- деревня Талый Ключ — 13 чел.;
- деревня Тошкино — 2 чел.;
- деревня Тулан — 11 чел.;
- село Юртик — 121 чел.